# 泉詩郎
泉 詩郎（いずみ しろう、1902年 - 1978年5月2日）は、昭和初期から戦後にかけて活躍した活動弁士。岡山県岡山市出身。本名は姫路与四郎（ひめじ よしろう）。坊主頭に眼鏡をかけた姿であった。

## 経歴・人物
8人兄弟の末っ子で、両親は荒物商を営んでいた。岡山商業高校（現在の岡山東商業高等学校）卒業後、来阪して活動弁士の泉浩一路に師事し、1924年に道頓堀朝日座で初舞台。無声映画時代の名弁士として活躍し、「東に夢声あり、西に詩郎あり」と称された。トーキー化以降は自身の名を冠した団員数30人近あまりの大所帯の泉詩郎歌謡楽団を結成。戦後はボーイズ物泉詩郎歌謡ショウと称して寄席や劇場に進出すると共に、映画・歌謡曲の解説をした。全盛期のころの歌謡ショウのメンバーに大島千鶴、菅原みよじ、藤原博がいた。
独特の甲高い声と歌手の持ち歌に歌謡物語を作り、映画説明をするのが特徴。1933年、リーガルレコードで活動を行う。1941年、テイチクレコードに移籍し、1955年頃に引退。
1978年、兵庫県の病院にて死去。享年76歳。

## 作品
- 映画説明 人妻椿 - 歌・松平晃
- 映画説明 真白き富士の根 - 歌・松原操
- 映画説明 皇国の母 - 歌・音丸
- 軍事物語 進軍の歌 - 歌・陸軍戸山学校軍楽隊
- 軍事物語 露営の歌 - 歌・中野忠晴、松平晃、伊藤久男、霧島昇、佐々木章
- 映画物語 支那の夜 - 歌・渡辺はま子
- 歌謡曲集 東海林太郎傑作集 - 歌・東海林太郎
- 歌謡物語 泪の夜汽車 - 歌・真木不二夫
- 歌謡物語 玄海エレジー - 歌・田端義夫
- 流行歌集 ヒットメロデー集 - 歌・楠木繁夫、淡谷のり子、ディック・ミネ
- 流行歌集 ヒットメロデー集 - 歌・田端義夫、菅原都々子、菊池章子